# Brotkäfer
Der Brotkäfer (Stegobium paniceum) ist eine Art aus der Familie der Nagekäfer (Ptinidae). Früher erhielten sie im Volksmund den Namen Bücherwurm.

## Merkmale
Brotkäfer werden nur etwa 3 mm lang. Der Chitin-Panzer ist am ganzen Körper rotbraun gefärbt. Der Körper selbst ist oval gebaut. Die Flügeldecken besitzen neben einer unauffälligen dicht anliegenden Behaarung noch eine raue aufgerichtete Behaarung (doppelte Behaarung). Auf den Flügeldecken sind deutlich Längsreihen aus Punkten zu erkennen. Der Kopf kann vollständig unter dem Schild des Thorax verborgen werden, das auf der Unterseite für diesen Zweck ausgehöhlt ist (Abb. 3). Der Halsschild ist seitlich vollständig gekantet (Abb. 2). Der Halsschild ist einfach, nicht buckelig gewölbt und zeigt die breiteste Stelle hinter der Mitte. Die Fühler sind elfgliedrig, die letzten drei Glieder sind stark vergrößert.
Larven der Brotkäfer werden etwa fünf Millimeter lang. Sie sind weiß mit einer starken Behaarung und braunem Kopf.

### Synonyme
- Anobium ferrugineum Herbst, 1783[3]
- Anobium ireos A. Villa & G. B. Villa, 1833[3]
- Anobium minutum Fabricius, 1792[3]
- Anobium nanum Küster, 1849[3]
- Anobium obesum Melsheimer, 1845[3]
- Anobium villosum Melsheimer, 1845[3]
- Anobium tenuestriatum Say, 1825[3]
- Cis bonariensis Steinheil, 1873[3]
- Cis striatopunctatum Steinheil, 1873[3]
- Ptinus rubellum Marsham, 1802[3]
- Ptinus tenuicorne Marsham, 1802[3]
- Ptinus testaceus Thunberg, 1784[3]
- Ptinus upsaliensis Gmelin, 1790[3]

## Vorkommen
Der Brotkäfer ist in Europa sehr weit verbreitet und zählt zu den Kulturfolgern. Er bewohnt fast ausschließlich menschliche Siedlungen und dort vor allem Gebäude sowie Verarbeitungsräume der Lebensmittelbranche, wobei er aufgrund seiner Temperaturansprüche meist auf beheizte Räume angewiesen ist.

## Lebensweise
Brotkäfer sind Vorratsschädlinge im Haushalt. Sie kommen das ganze Jahr über vor, wobei sie eher im Verborgenen leben. Die Tiere machen vor allem durch die entstehenden Schäden auf sich aufmerksam. Sie ernähren sich unter anderem von Backwaren, Drogen und Gewürzen, sowie verschiedenen trockenen Teilen von Pflanzen oder Tieren. Dadurch kommt es nicht nur in der Küche, sondern auch in Apotheken oder zoologischen Sammlungen zu Verlusten. Im Sommer 2009 machte der Befall durch den Brotkäfer die Benutzung großer und wichtiger Teile des Augsburger Stadtarchivs unmöglich.
Die Larven führen eine ähnliche Lebensweise wie die Käfer. Nach mehreren Häutungen verpuppen sie sich in der Nahrung. Aus der Puppe schlüpft der fertige Käfer. Der Brotkäfer lebt in obligatorischer Symbiose mit einem Hefepilz, der aus paarigen Anhängen des weiblichen Genitalapparates auf die Oberfläche der Eier platziert wird. Die Larven werden infiziert, sobald sie die Hülle des Eies verzehren. Der Pilz erzeugt wahrscheinlich Vitamine für den Käfer. Die Weibchen legen etwa 100 Eier.
Die Art bildet in Abhängigkeit von der Temperatur bis zu drei Generationen im Jahr.

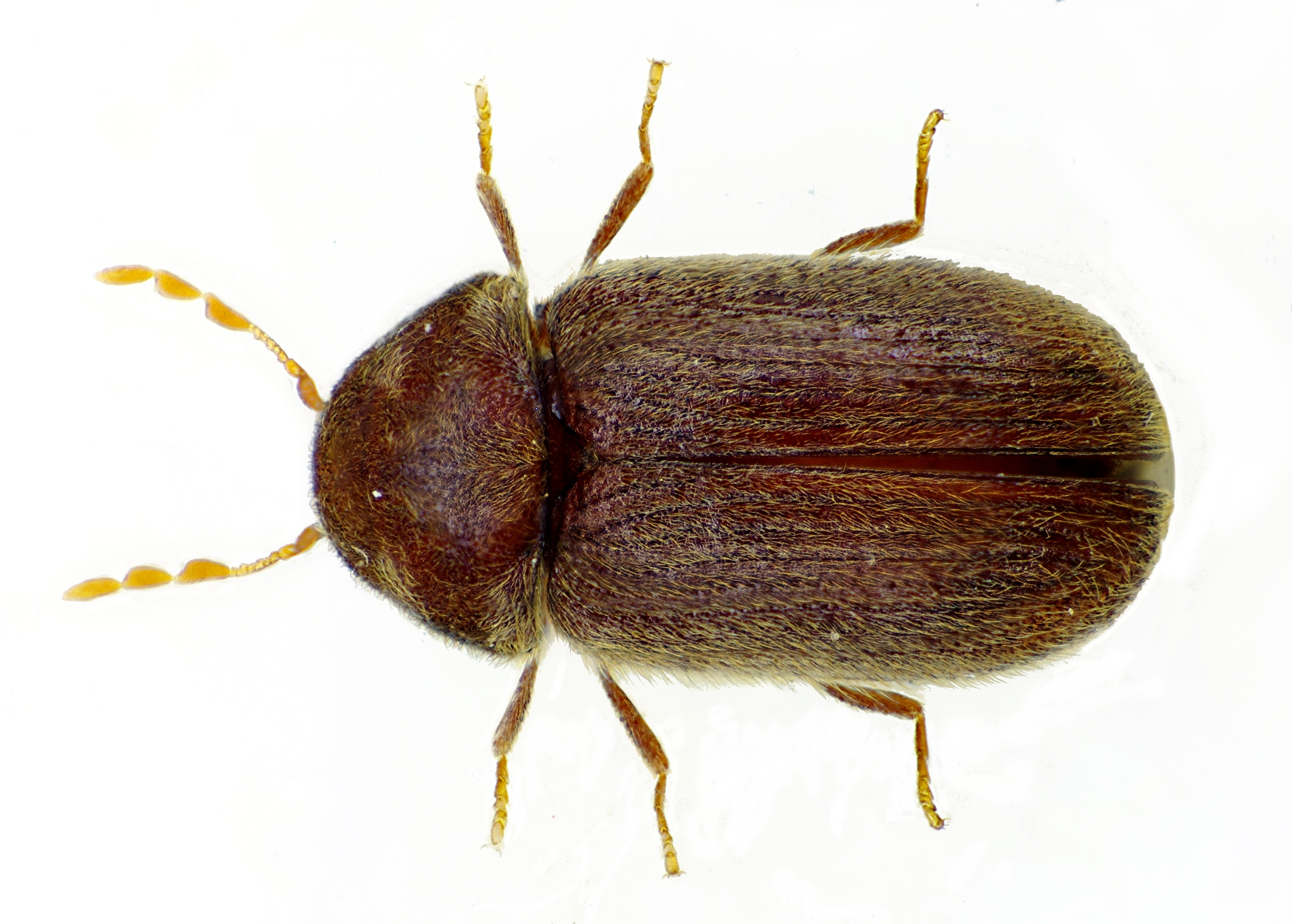
Abb. 1
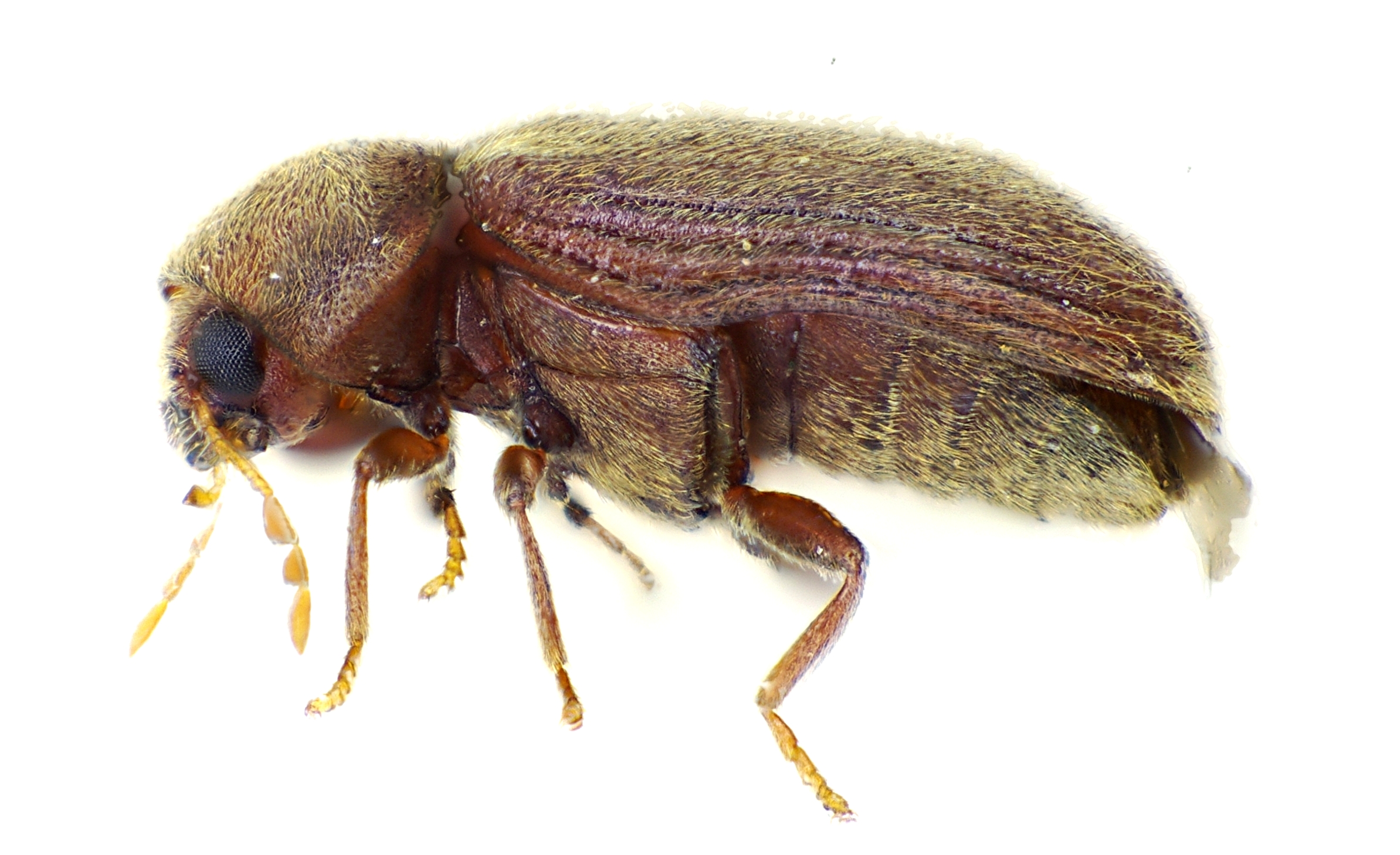
Abb. 2
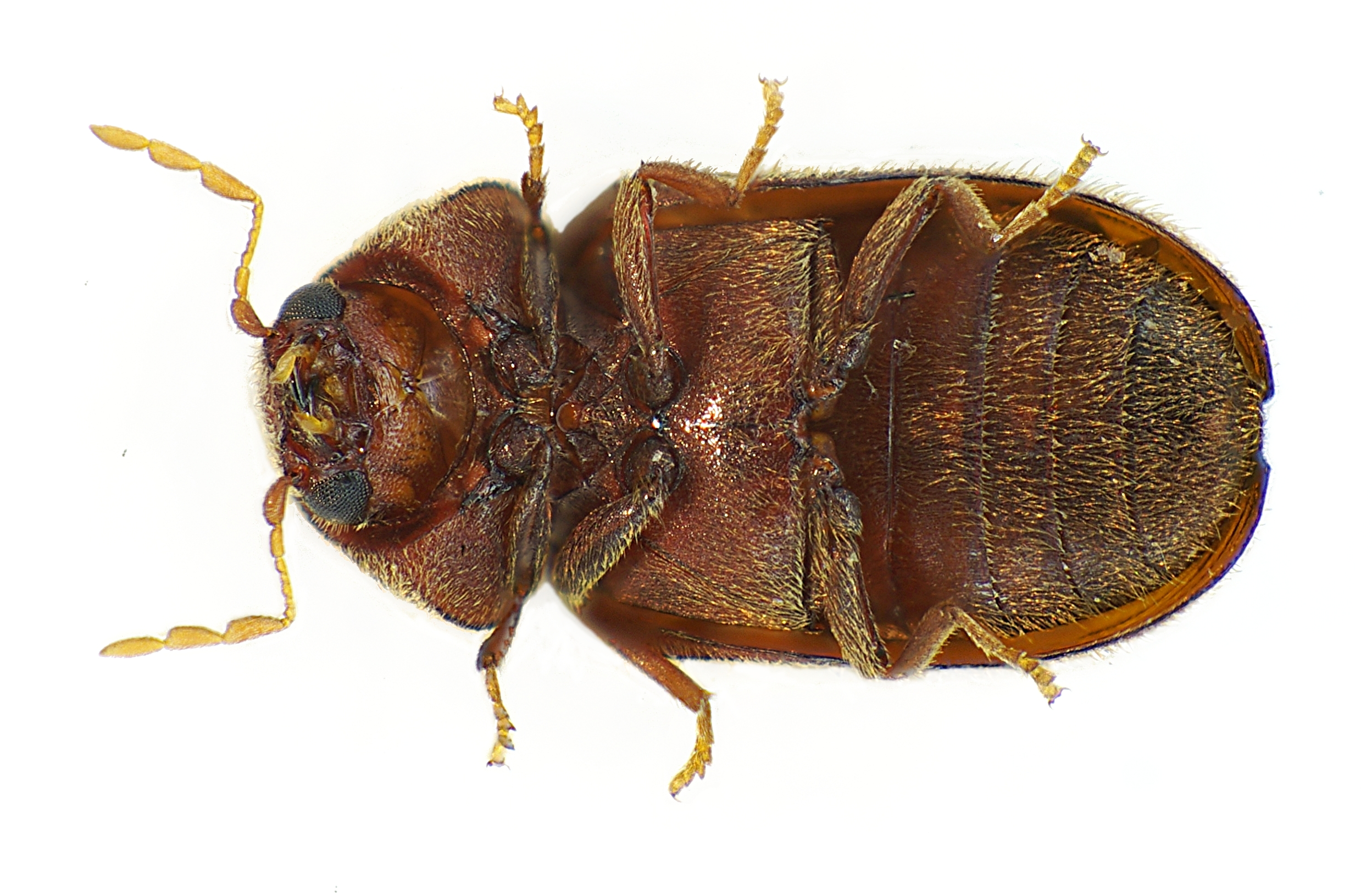
Abb. 3
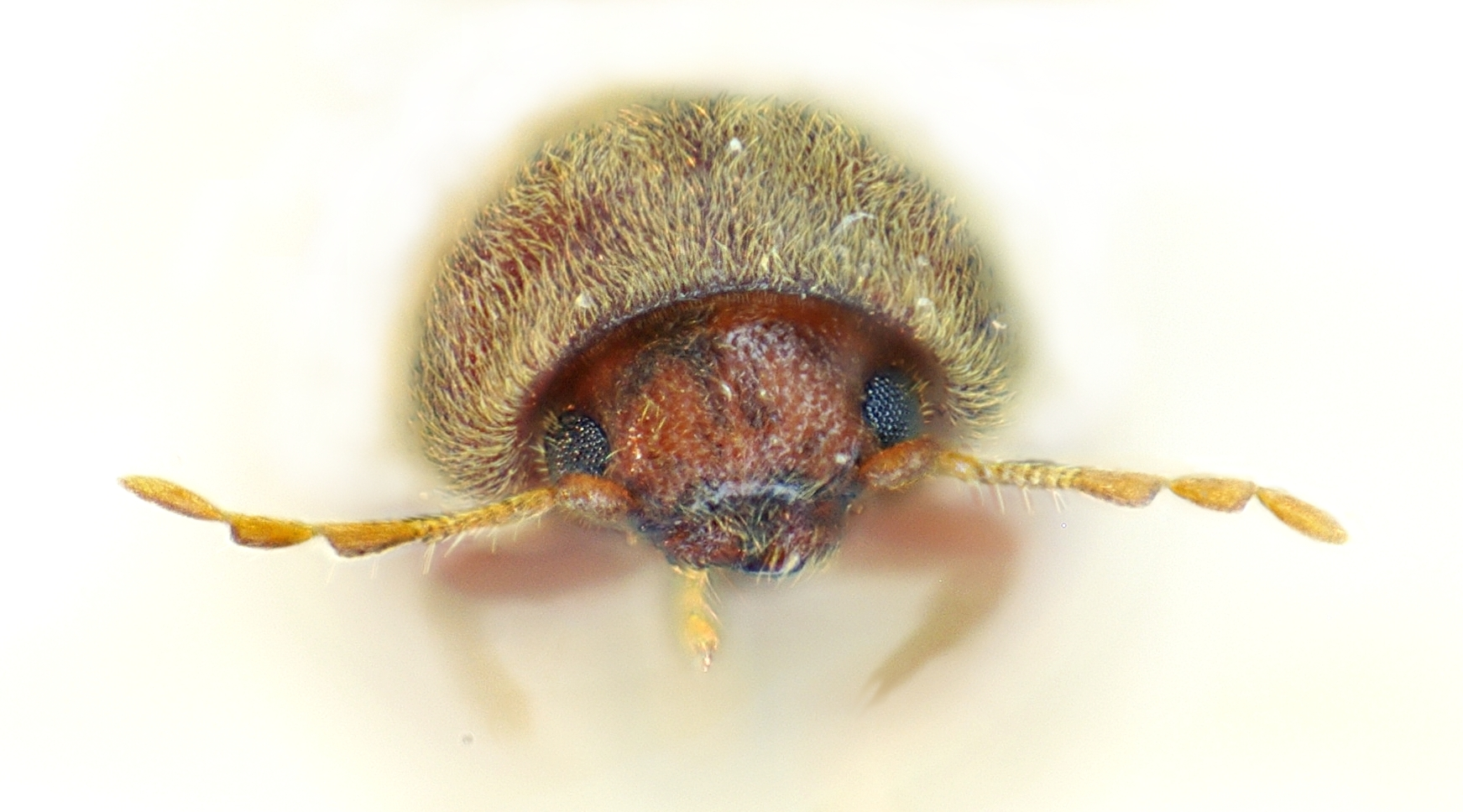
Abb. 4
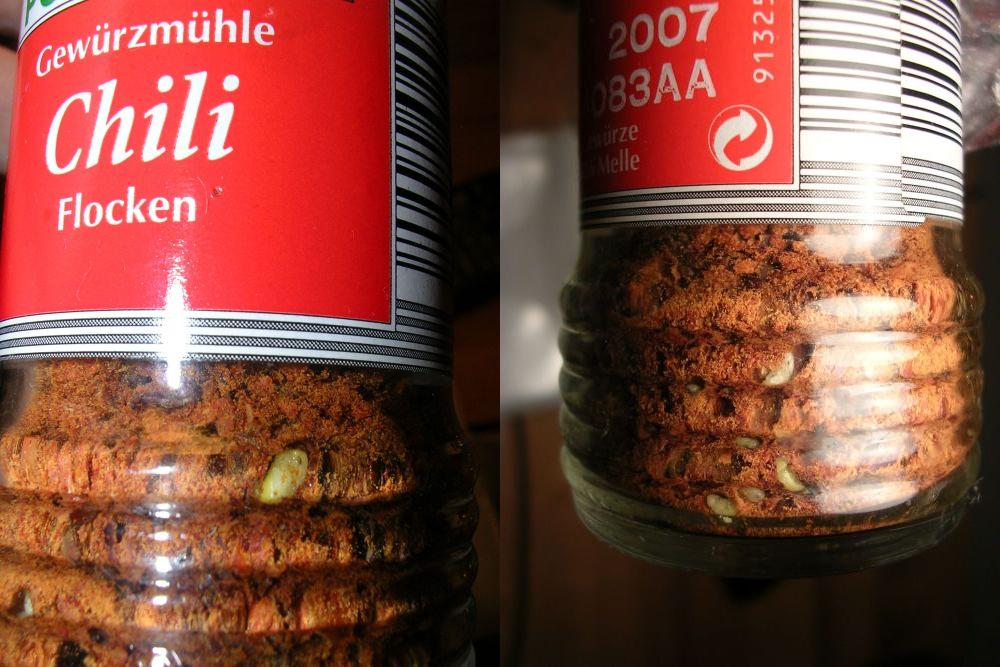
Abb. 5 Chilipulver mit Larven